# Rhizaxinella
Rhizaxinella är ett släkte av svampdjur. Rhizaxinella ingår i familjen Suberitidae.
Kladogram enligt Catalogue of Life:
| Rhizaxinella | \| \| Rhizaxinella arborescens \| \| \| \| \| \| Rhizaxinella australiensis \| \| \| \| \| \| Rhizaxinella biseta \| \| \| \| \| \| Rhizaxinella burtoni \| \| \| \| \| \| Rhizaxinella cervicornis \| \| \| \| \| \| Rhizaxinella clava \| \| \| \| \| \| Rhizaxinella clavata \| \| \| \| \| \| Rhizaxinella dichotoma \| \| \| \| \| \| Rhizaxinella durissima \| \| \| \| \| \| Rhizaxinella elevata \| \| \| \| \| \| Rhizaxinella elongata \| \| \| \| \| \| Rhizaxinella gadus \| \| \| \| \| \| Rhizaxinella gracilis \| \| \| \| \| \| Rhizaxinella incrassata \| \| \| \| \| \| Rhizaxinella nuda \| \| \| \| \| \| Rhizaxinella pyrifera \| \| \| \| \| \| Rhizaxinella radiata \| \| \| \| \| \| Rhizaxinella ramulosa \| \| \| \| \| \| Rhizaxinella schaudinni \| \| \| \| \| \| Rhizaxinella shikmonae \| \| \| \| \| \| Rhizaxinella spiralis \| \| \| \| \| \| Rhizaxinella uniseta \| \| \| \| |
|              | \| \| Rhizaxinella arborescens \| \| \| \| \| \| Rhizaxinella australiensis \| \| \| \| \| \| Rhizaxinella biseta \| \| \| \| \| \| Rhizaxinella burtoni \| \| \| \| \| \| Rhizaxinella cervicornis \| \| \| \| \| \| Rhizaxinella clava \| \| \| \| \| \| Rhizaxinella clavata \| \| \| \| \| \| Rhizaxinella dichotoma \| \| \| \| \| \| Rhizaxinella durissima \| \| \| \| \| \| Rhizaxinella elevata \| \| \| \| \| \| Rhizaxinella elongata \| \| \| \| \| \| Rhizaxinella gadus \| \| \| \| \| \| Rhizaxinella gracilis \| \| \| \| \| \| Rhizaxinella incrassata \| \| \| \| \| \| Rhizaxinella nuda \| \| \| \| \| \| Rhizaxinella pyrifera \| \| \| \| \| \| Rhizaxinella radiata \| \| \| \| \| \| Rhizaxinella ramulosa \| \| \| \| \| \| Rhizaxinella schaudinni \| \| \| \| \| \| Rhizaxinella shikmonae \| \| \| \| \| \| Rhizaxinella spiralis \| \| \| \| \| \| Rhizaxinella uniseta \| \| \| \| |
|              | Aaptos |
|              | |
|              | Caulospongia |
|              | |
|              | Homaxinella |
|              | |
|              | Laxosuberites |
|              | |
|              | Plicatellopsis |
|              | |
|              | Prosuberites |
|              | |
|              | Protosuberites |
|              | |
|              | Pseudospongosorites |
|              | |
|              | Pseudosuberites |
|              | |
|              | Suberites |
|              | |
|              | Terpios |
|              | |
|              | Rhizaxinella arborescens |
|              | |
|              | Rhizaxinella australiensis |
|              | |
|              | Rhizaxinella biseta |
|              | |
|              | Rhizaxinella burtoni |
|              | |
|              | Rhizaxinella cervicornis |
|              | |
|              | Rhizaxinella clava |
|              | |
|              | Rhizaxinella clavata |
|              | |
|              | Rhizaxinella dichotoma |
|              | |
|              | Rhizaxinella durissima |
|              | |
|              | Rhizaxinella elevata |
|              | |
|              | Rhizaxinella elongata |
|              | |
|              | Rhizaxinella gadus |
|              | |
|              | Rhizaxinella gracilis |
|              | |
|              | Rhizaxinella incrassata |
|              | |
|              | Rhizaxinella nuda |
|              | |
|              | Rhizaxinella pyrifera |
|              | |
|              | Rhizaxinella radiata |
|              | |
|              | Rhizaxinella ramulosa |
|              | |
|              | Rhizaxinella schaudinni |
|              | |
|              | Rhizaxinella shikmonae |
|              | |
|              | Rhizaxinella spiralis |
|              | |
|              | Rhizaxinella uniseta |
|              | |

|  | Rhizaxinella arborescens   |
|  |                            |
|  | Rhizaxinella australiensis |
|  |                            |
|  | Rhizaxinella biseta        |
|  |                            |
|  | Rhizaxinella burtoni       |
|  |                            |
|  | Rhizaxinella cervicornis   |
|  |                            |
|  | Rhizaxinella clava         |
|  |                            |
|  | Rhizaxinella clavata       |
|  |                            |
|  | Rhizaxinella dichotoma     |
|  |                            |
|  | Rhizaxinella durissima     |
|  |                            |
|  | Rhizaxinella elevata       |
|  |                            |
|  | Rhizaxinella elongata      |
|  |                            |
|  | Rhizaxinella gadus         |
|  |                            |
|  | Rhizaxinella gracilis      |
|  |                            |
|  | Rhizaxinella incrassata    |
|  |                            |
|  | Rhizaxinella nuda          |
|  |                            |
|  | Rhizaxinella pyrifera      |
|  |                            |
|  | Rhizaxinella radiata       |
|  |                            |
|  | Rhizaxinella ramulosa      |
|  |                            |
|  | Rhizaxinella schaudinni    |
|  |                            |
|  | Rhizaxinella shikmonae     |
|  |                            |
|  | Rhizaxinella spiralis      |
|  |                            |
|  | Rhizaxinella uniseta       |
|  |                            |